# Военно-налоговая доплатная марка

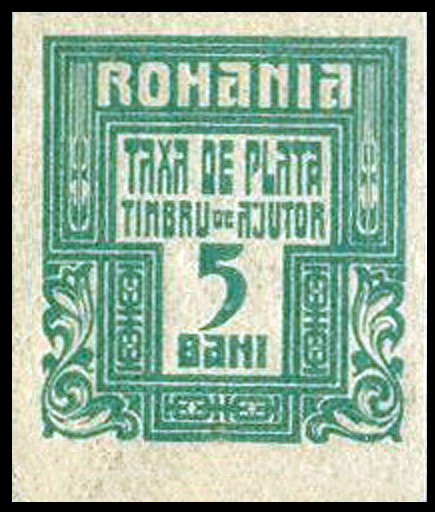
Военно-налоговая доплатная марка Румынии (1918)

Вое́нно-нало́говая допла́тная ма́рка — особый вид дополнительной доплатной марки, предназначавшейся для почтовых отправлений, которые не были оплачены отправителем военно-налоговой маркой. При этом оплата недостающего сбора производилась адресатом в двойном размере.

## История
Военно-налоговые доплатные марки выпускались в Румынии в период 1915—1921 годов (включая период германской военной администрации в 1918 году). Они применялись дополнительно к военно-налоговым маркам, выходившим в этой стране в 1915—1918 годах. Надписи на таких марках гласят: рум. «TAXA DE PLATĂ» («Сбор к доплате») и «TIMBRU DE AJUTOR» («Налоговая марка»).